# 永井政春
永井 政春 (ながい まさはる、1947年（昭和22年）8月12日 - ) は日本の俳優。
東京都出身。本名は永井 正治。別芸名に永井 雅春 (ながい まさはる）。1972年にテレビドラマ『ワイルド7』でオヤブン役を演じた。

## 出演作品

### テレビドラマ
- ワイルド7（1972年 - 1973年、NTV / 国際放映） - オヤブン
- プレイガール 第278話「怪談 蝙蝠屋敷の怨霊」（1974年、12ch / 東映） - 笹田
- 大空港 第30話「女囚304号脱獄指令!」（1979年、CX） - 橋口
- ミラクルガール 第6話「真夜中の怪電話」（1980年、12ch / 東映）
- 仮面ライダースーパー1 第26話「時計にご用心? ジンドグマの罠!!」（1980年、MBS / 東映） - 時計商（火焔ウォッチ人間態）
- 特命刑事 第10話「ファイナル・チャレンジ」（1980年、NTV / 東映） - 銀行強盗犯
- Gメン'75
  - 第277回「大暴走!ガソリンタンクローリー」（1980年）
  - 第319話「香港カラテ対北京原人」（1981年）
- スクール☆ウォーズ 最終回「花園よ永遠なれ」（1984年、大映テレビ / TBS）
- 誇りの報酬 第4話「飛騨高山の乱れからくり」（1985年、NTV / 東宝）